# Zuzanna i starcy (obraz Albrechta Altdorfera)
Zuzanna i starcy (niem. Susanna und die beiden Alten) – obraz renesansowego malarza niemieckiego Albrechta Altdorfera, namalowany w 1526.

## Geneza obrazu
Temat obrazu został zaczerpnięty ze Starego Testamentu, z Księgi Daniela. Motyw opowiada o Zuzannie, pięknej żonie Joakima, i dwóch starcach – sędziach, którzy zakochali się w niej. Kiedy dziewczyna brała kąpiel, na brzegu pojawili się starcy. Postanowili ją zdobyć, lecz ich zaloty zostały odrzucone. Wówczas urażeni oskarżyli ją o cudzołóstwo. Za ten czyn groziło dziewczynie ukamienowanie. Na szczęście ujął się za nią młody prorok Daniel. Wykazał on ich nieprawość i kłamstwa za co zostali skazani na śmierć, a Zuzanna odzyskała cześć.

## Opis obrazu
Altdorfer główny nacisk położył w przedstawieniu bajkowego pałacu Jojakima z rozległymi tarasami i z przylegającymi do nich ogrodów. Krużganki, sale i tarasy wypełnione są ludźmi wykonującymi różne czynności: od rozmów po zabawę i spożywanie posiłków. Wśród tych detali artysta umieścił różne wątki tej samej opowieści. Z lewej strony w oddali widać Zuzannę kroczącą do sadzawki by wziąć kąpiel. Po tej samej stronie, na pierwszym planie widać już siedzącą Zuzannę myjącą nogi i jej służkę czeszącą jej włosy. Temat kąpieli Zuzanny, był bardzo dobrym pretekstem do namalowania aktu kobiety z czego korzystała zdecydowana większość artystów. Altdorfer wybrał bardziej świeckie podejście co stanowi rzadki wyjątek. Z lewej strony, w krzakach ledwie widoczni siedzą dwaj starcy podglądający toaletę dziewczyny.
Z prawej strony płótna, Zuzanna w czerwonej sukni idzie do pałacu. W ręku trzyma białą lilie – symbol niewinności, tu odnoszący się do Zuzanny, która zachowała czystość i nie poddała się perswazji starców. Narracja kieruje się w głąb kompozycji, gdzie widać proces, a następnie scenę ukamienowania starców. Była to kara za kłamstwo którego się dopuścili. Z okien scenie ukamienowania przyglądają się gapie.